# Los Haro
Los Haro es una comunidad localizada a 12 kilómetros de la cabecera municipal de Jerez en el estado de Zacatecas.

## Historia
Adyacente al camino de Jerez-Fresnillo en el norte del valle de jerez, el lugar que a la larga sería el rancho Los Haro fue poblado a principios de 1600, por un español llamado Tomas Gonzales de Aro. Para 1700, al menos 10 familias vivían allí con apellido como De Aro y Hurtado, Muñiz de Chávez, Félix de la Cruz, Pérez (con modificaciones ortográficas)aun usados por las familias actualmente. Entre los que llegaron más tarde están los Saldivary los Santiago quienes junto con los de Haro, de Loera; segura, Felix, Castañeda y acuña, conforman algunos de los apellidos establecidos.
Aparte de la antigüedad y continuidad de estos linajes familiares, hay otra característica que distingue a este rancho: desde el principio ha sido una comunidad de familias libres y ferozmente independientes.  A diferencia de la mayoría de los pequeños asentamientos del valle, no fue establecida por las autoridades españolas como medio para asentar a los indígena, ni tampoco fue "estancia" de una hacienda donde los residentes vivían en un estado de semi esclavitud, debiéndole su trabajo al hacendado. 
La traza misma del rancho es prueba de su orígenes no oficiales. En lugar del patrón de cuadrícula como lo mandaba el Consejo de Indias en Sevilla, la traza de LosHaro es más orgánica, respondiendo al lugar en si. No tiene plaza central para anclar a los asentamientos, y las calles y los lotes individuales se extienden a manera de listones a lo largo de la rivera derecha del río, con tres barrios, cada uno desarrollado alrededor de su propia noria. Estos barrios originales todavía se identifican con las tres familias principales del rancho: los Santiago en el barrio ubicado al norte, los De Haro en el centro y los Saldivar en el barrio sur. (Sandra L. Nichols. Santos, Duraznos y vino. 2006)

## Nuestra Señora Del Refugio
A finales del siglo XIX se construye el templo de Nuestra Señora Del Refugio De Los Haro sin embargo un día la imagen de nuestra señora del refugio desapareció para siempre de su altar y de la memoria de los Haro entonces su iglesia cayo en ruinas y cambio el rumbo de la vida religiosa de la comunidad

## El santuario de San Rafael Arcángel
Al desaparecer la imagen de la virgen del Refugio, la comunidad se empeñó en encontrar una imagen para venerarle. Se dice que tiempo atrás la exhacienda del tesorero prestaba al arcángel San Rafael a la comunidad de los Haro para la celebración su fiesta. Un día no quisieron prestarlo y cuenta la historia que la imagen apareció en los Haro en el lugar de su fiesta y por el camino quedaron grabadas pequeñas huellas, entonces allí se quedó. Después la comunidad comenzó con la construcción de su nuevo templo en un lugar más céntrico de la comunidad. La construcción inició el 6 de abril de 1905 y terminó el 6 de junio de 1906.[cita requerida]

## Cultura regional

### La Morisma
Tiene verificativo durante los días 23, 24 y 25 del mes de octubre. La morisma de Los Haro es considerada como la única en todo el municipio de Jerez y como la segunda mejor representada a nivel estado. En la morisma participan cofrades de todo el estado de Zacatecas. A partir del año 1950 la corporación de Los Haro fue aceptada en la cofradía de Bracho Zacatecas asignándole el sexto batallón quedando como: "Sexto Batallón De La Asociación De San Juan Bautista De zacatecas". 

### El Ballet Reynaldo Segura

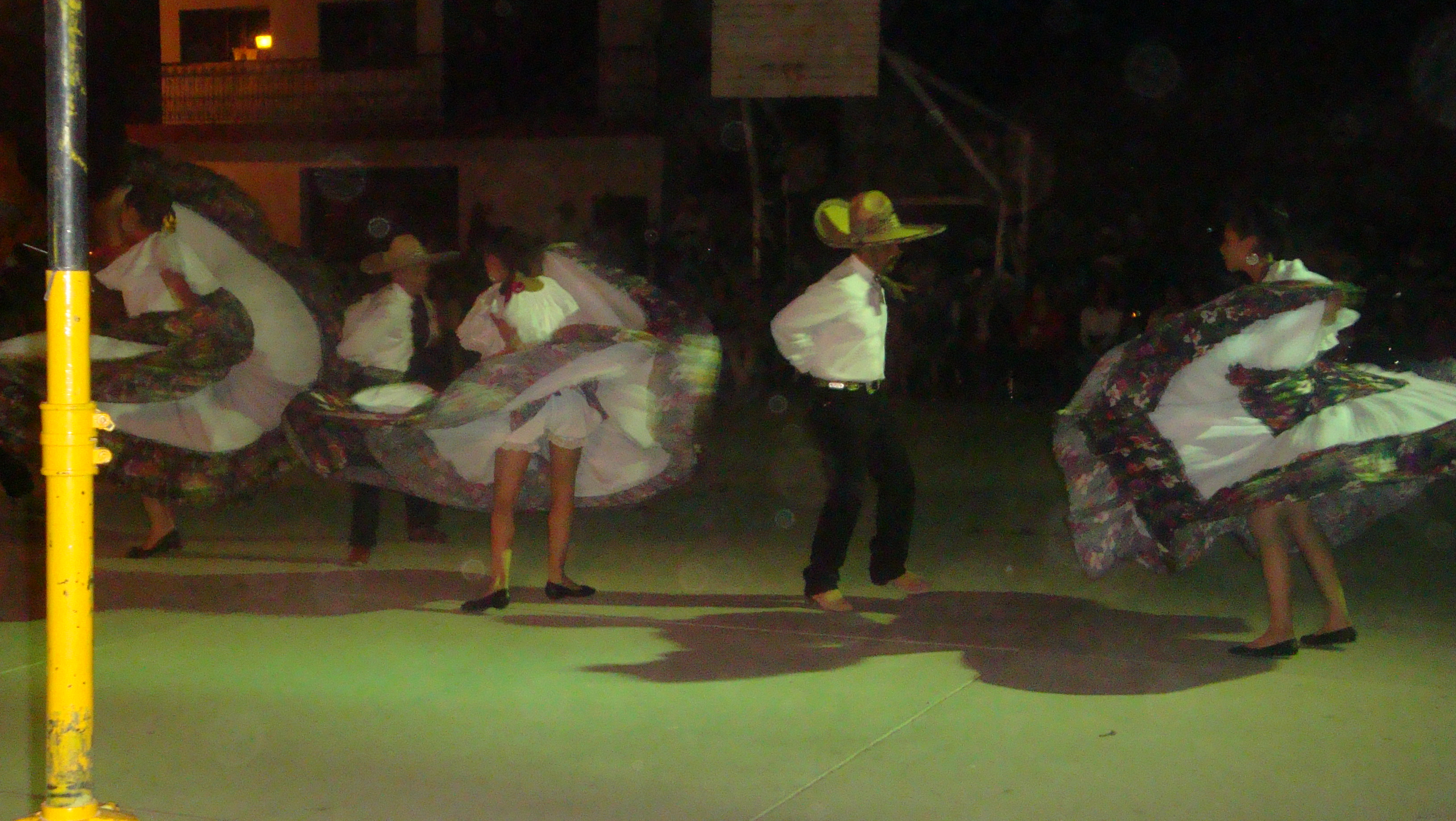
El Balet.

El ballet Reynaldo segura es una asociación de baile originaria de esta comunidad fundada en el 1998 por el joven Reynaldo Segura (de ahí su nombre). Tras la muerte del joven el ballet se olvidó hasta el año 2008, año en que su hermano Juan Gabriel Segura se hizo cargo de él y logró despertar el interés de los jóvenes de la comunidad. actualmente el balet está compuesto por 15 parejas de jóvenes de la comunidad, también cuenta con vestuario y música típica de la comunidad y está a cargo del Lic. Víctor Manuel Salazar.

## Economía
La economía de Los Haro gira en torno a la ganadería y la agricultura